# Chondropsis ceratosus
Chondropsis ceratosus är en svampdjursart som beskrevs av James Barrie Kirkpatrick 1900. Chondropsis ceratosus ingår i släktet Chondropsis och familjen Chondropsidae.
Artens utbredningsområde är havet kring Tuvalu. Inga underarter finns listade i Catalogue of Life.